# 2009年スペイングランプリ
2009年スペイングランプリは、2009年F1世界選手権第5戦として、2009年5月10日にカタロニア・サーキットで開催される。正式名称はFORMULA1 Gran Premio de España Telefónica 2009。

## 開催前
ヨーロッパ初戦となったスペイングランプリ。フェラーリとBMWザウバーがアップデートを行ってきた。
開幕戦以来ニック・ハイドフェルドとバーレーンGPでロバート・クビサのマシンにKERSを搭載していたBMWだが、スペイン・モナコGPでは搭載しないことを明らかにした。このGPで投入される空力のアップデートパーツを搭載するには、KERSが邪魔になるためである。

## 予選

### 展開
気温23℃、路面温度40℃、湿度42％の条件下で予選がスタート。

#### Q1
まずレッドブル・レーシングのセバスチャン・ベッテルが1'20.715のタイムを出すが、フェラーリのフェリペ・マッサは1'20.484とトップタイムを更新する。チームメイトのキミ・ライコネンは1'20.291のタイムを残しピットへ戻る。マクラーレンの2台もタイムがなかなか上がってこない。他のチームはライコネンとヘイッキ・コバライネンのタイムを次々と更新していく。残り時間が0の中、トヨタのヤルノ・トゥルーリが15番手のタイムを出し、15番手だったライコネンがノックアウトとなる。
その他、トロ・ロッソのセバスチャン・ブルデー、コバライネン、フォース・インディアの2台がQ1で敗退。

#### Q2
残り13分となったところでウィリアムズの中嶋一貴を先頭に次々とアタックが始まる。レッドブルの2台がワン・ツー体勢を築く中、残り1分でマッサが2番手に入り、その後ブラウンGPのルーベンス・バリチェロがトップタイムを更新する。残り時間0の中ルノーのフェルナンド・アロンソが中嶋を上回り10番手となる。中嶋一貴、ルノーのネルソン・ピケ、BMWのニック・ハイドフェルド、マクラーレンのルイス・ハミルトン、トロ・ロッソのセバスチャン・ブエミの5台が敗退。

#### Q3
最初にトゥルーリがタイムを出すが、その後チームメイトのティモ・グロック、バリチェロ、ベッテルの順にトップタイムを更新していく。残り1分を切ったところでバリチェロがトップに出るが、ミスをしながらも再びベッテルがトップタイムを更新する。ここでグリッド確定かと思われたが、残り2秒でコントロールラインを通過したジェンソン・バトンがトップタイムをたたき出す。バトンは今期3度目のポールポジション獲得。

### 結果
| 順位 | ナンバー | 名前                     | チーム                           | Q1       | Q2       | Q3       | グリッド |
| ---- | -------- | ------------------------ | -------------------------------- | -------- | -------- | -------- | -------- |
| 1    | 22       | ジェンソン・バトン       | ブラウン・メルセデス             | 1'20.707 | 1'20.192 | 1'20.527 | 1        |
| 2    | 15       | セバスチャン・ベッテル   | レッドブル・ルノー               | 1'20.715 | 1'20.220 | 1'20.660 | 2        |
| 3    | 23       | ルーベンス・バリチェロ   | ブラウン・メルセデス             | 1'20.808 | 1'19.954 | 1'20.762 | 3        |
| 4    | 3        | フェリペ・マッサ         | フェラーリ                       | 1'20.484 | 1'20.149 | 1'20.934 | 4        |
| 5    | 14       | マーク・ウェバー         | レッドブル・ルノー               | 1'20.689 | 1'20.007 | 1'21.049 | 5        |
| 6    | 10       | ティモ・グロック         | トヨタ                           | 1'20.877 | 1'20.107 | 1'21.247 | 6        |
| 7    | 9        | ヤルノ・トゥルーリ       | トヨタ                           | 1'21.189 | 1'20.420 | 1'21.254 | 7        |
| 8    | 7        | フェルナンド・アロンソ   | ルノー                           | 1'21.186 | 1'20.509 | 1'21.392 | 8        |
| 9    | 16       | ニコ・ロズベルグ         | ウィリアムズ・トヨタ             | 1'20.745 | 1'20.256 | 1'22.558 | 9        |
| 10   | 5        | ロバート・クビサ         | BMWザウバー                      | 1'20.931 | 1'20.408 | 1'22.685 | 10       |
| 11   | 17       | 中嶋一貴                 | ウィリアムズ・トヨタ             | 1'20.818 | 1'20.531 |          | 11       |
| 12   | 8        | ネルソン・ピケ           | ルノー                           | 1'21.128 | 1'20.604 |          | 12       |
| 13   | 6        | ニック・ハイドフェルド   | BMWザウバー                      | 1'21.095 | 1'20.676 |          | 13       |
| 14   | 1        | ルイス・ハミルトン       | マクラーレン・メルセデス         | 1'20.991 | 1'20.805 |          | 14       |
| 15   | 12       | セバスチャン・ブエミ     | トロ・ロッソ・フェラーリ         | 1'21.033 | 1'21.067 |          | 15       |
| 16   | 4        | キミ・ライコネン         | フェラーリ                       | 1'21.291 |          |          | 16       |
| 17   | 11       | セバスチャン・ブルデー   | トロ・ロッソ・フェラーリ         | 1'21.300 |          |          | 17       |
| 18   | 2        | ヘイッキ・コバライネン   | マクラーレン・メルセデス         | 1'21.675 |          |          | 18       |
| 19   | 20       | エイドリアン・スーティル | フォース・インディア・メルセデス | 1'21.742 |          |          | 19       |
| 20   | 21       | ジャンカルロ・フィジケラ | フォース・インディア・メルセデス | 1'22.204 |          |          | 20       |

## 決勝
気温24℃、路面温度44℃
上位勢はソフト側のタイヤを選択。
フェラーリのキミ・ライコネンはフォーメーションラップの中、KERSにトラブルが発生した模様。

### 展開
奇数グリッドが有利と言われる中、3番手のルーベンス・バリチェロがスタートに成功しトップで1コーナーを通過する。トヨタは2台ともスタートに失敗。フェリペ・マッサはKERSを使って1コーナー前でセバスチャン・ベッテルをオーバーテイク。後方ではフェルナンド・アロンソとの接触を避けるためにコースを外れたニコ・ロズベルグが2コーナーの終わりでコースに戻るが今度はヤルノ・トゥルーリがそれを避けるためにコースアウト。戻ってきたところにエイドリアン・スーティルが避けられずに衝突。そのすぐ後ろでセバスチャン・ブルデーがチームメイトのセバスチャン・ブエミに乗り上げるかたちで接触。4台がリタイアとなりセーフティーカーが入る。その隙に16番手スタートのライコネンが6つ順位を上げる。トロ・ロッソはスタート後わずか30秒余りで2台ともリタイヤとなる。
6周目にセーフティーカーが戻り、レースが再開される。ホームストレートでアロンソがマーク・ウェバーにバトルを仕掛けるが、ウェバーが5番手を守りきる。同じ周回でヘイッキ・コバライネンがスローダウンし、そのままリタイヤ。
ジェンソン・バトンはバリチェロよりも1周分燃料が軽いがバリチェロが前にいるためにペースが上がらない。
18周目でライコネンがスローダウンし、リタイヤ。その周回の終わりでバトンがピットイン。バリチェロに抑えられたことと、セーフティーカーが入ったことによりここで3ストップから2ストップに作戦を変更。次の周にバリチェロ、更に次の周にマッサとベッテルが同時にピットイン。1回目のピットインを終えて上位勢は順位が変わらない。
31周目でバリチェロが2度目のピットストップを終え、第3スティントに入るが、ペースが上がらずバトンとの差がどんどん開いていく。残り23周で再びマッサとベッテルが同時にピットイン。そのためベッテルはマッサの前に出られない。マッサとベッテルがここでハード側のタイヤに変わるがマッサのペースが極端に落ち、ベッテルがマッサに抑えられる形になる。残り18周でバトンがピットイン。2周後にバリチェロとウェバーが同時にピットイン。マッサのペースが落ちたためにウェバーが3番手に上がる。
残り14周でマッサに燃料が1周分足りないことが判明する。マッサはそのままのペースで走行し続けるが、残り4周で燃料をセーブするためにペースを極端に落とし、ベッテルが先行する。上位勢は変わらずバトンが1位でチェッカーを受ける。
2位にバリチェロが入りブラウンGPのワン･ツーフィニッシュ。3位は中国グランプリ以来の表彰台となるウェバー。
マッサはその後アロンソにも抜かれ、何とか6位でフィニッシュし今期初めてのポイントとなる。

### 結果
| 順位 | No | ドライバー               | チーム                           | 周回数 | タイム/リタイア | グリッド | ポイント |
| ---- | -- | ------------------------ | -------------------------------- | ------ | --------------- | -------- | -------- |
| 1    | 22 | ジェンソン・バトン       | ブラウン・メルセデス             | 66     | 1:37'19.202     | 1        | 10       |
| 2    | 23 | ルーベンス・バリチェロ   | ブラウン・メルセデス             | 66     | +13.056         | 3        | 8        |
| 3    | 14 | マーク・ウェバー         | レッドブル・ルノー               | 66     | +13.924         | 5        | 6        |
| 4    | 15 | セバスチャン・ベッテル   | レッドブル・ルノー               | 66     | +18.941         | 2        | 5        |
| 5    | 7  | フェルナンド・アロンソ   | ルノー                           | 66     | +43.166         | 8        | 4        |
| 6    | 3  | フェリペ・マッサ         | フェラーリ                       | 66     | +50.827         | 4        | 3        |
| 7    | 6  | ニック・ハイドフェルド   | BMWザウバー                      | 66     | +52.312         | 13       | 2        |
| 8    | 16 | ニコ・ロズベルグ         | ウィリアムズ・トヨタ             | 66     | +1'05.211       | 9        | 1        |
| 9    | 1  | ルイス・ハミルトン       | マクラーレン・メルセデス         | 65     | +1 Lap          | 14       |          |
| 10   | 10 | ティモ・グロック         | トヨタ                           | 65     | +1 Lap          | 6        |          |
| 11   | 5  | ロバート・クビサ         | BMWザウバー                      | 65     | +1 Lap          | 10       |          |
| 12   | 8  | ネルソン・ピケ           | ルノー                           | 65     | +1 Lap          | 12       |          |
| 13   | 17 | 中嶋一貴                 | ウィリアムズ・トヨタ             | 65     | +1 Lap          | 11       |          |
| 14   | 21 | ジャンカルロ・フィジケラ | フォース・インディア・メルセデス | 65     | +1 Lap          | 20       |          |
| Ret  | 4  | キミ・ライコネン         | フェラーリ                       | 17     | 油圧系          | 16       |          |
| Ret  | 2  | ヘイッキ・コバライネン   | マクラーレン・メルセデス         | 7      | ギアボックス    | 18       |          |
| Ret  | 9  | ヤルノ・トゥルーリ       | トヨタ                           | 0      | クラッシュ      | 7        |          |
| Ret  | 12 | セバスチャン・ブエミ     | トロ・ロッソ・フェラーリ         | 0      | クラッシュ      | 15       |          |
| Ret  | 11 | セバスチャン・ブルデー   | トロ・ロッソ・フェラーリ         | 0      | クラッシュ      | 17       |          |
| Ret  | 20 | エイドリアン・スーティル | フォース・インディア・メルセデス | 0      | クラッシュ      | 19       |          |